# Germaine Kanova
Germaine Kanova, nata Germaine Sophie Osstyn (Boulogne-sur-Mer, 31 agosto 1902 – Antibes, 27 gennaio 1975), è stata una fotografa francese, conosciuta soprattutto per le foto scattate poco dopo la liberazione del campo di concentramento di Vaihingen nell'aprile 1945.

## Biografia
Proveniente da una famiglia franco-ceca, aprì uno studio fotografico a Londra alla metà degli anni Trenta, ritraendo personaggi illustri dello spettacolo, della politica, della letteratura e della nobiltà. Ebbe tra le sue apprendiste la fotografa Dorothy Bohm che rimase molto impressionata dal lavoro della Kanova, tanto che ne motivò le decisioni future.
Kanova decise di arruolarsi nell'Esercito di Liberazione francese il 22 novembre 1944. Venne perciò annessa nella Sezione Cinematografica (SCA). Seguì le truppe francesi sulla scene delle loro battaglie, in particolare durante la battaglia in Alsazia e poi nella liberazione della Germania nazista. Il 13 aprile 1945 fu chiamata, con i compagni della sua sezione francese, nel campo di concentramento di Vaihingen, situato tra Karlsruhe e Stoccarda, liberato qualche giorno prima, a fare delle riprese. Questo campo, in particolare, che era stato aperto nell'agosto 1944, in principio aveva lo scopo di fornire manodopera per la costruzione di una fabbrica sotterranea di armi. Dal mese di ottobre dello stesso anno, però, fu convertito in un campo di sterminio per malati e persone ormai non più produttive. Per Kanova fu una esperienza sconvolgente. Scrisse nel rapporto, dopo aver fotografo le persone, le baracche e gli oggetti: "Ogni giorno muoiono ancora da quattro a otto uomini, troppo deboli per essere spostati. È orribile, indicibile".
Le sue immagini del campo di concentramento ebbero una vasta diffusione sia sulla stampa francese che su quella internazionale e contribuirono a sensibilizzare l'opinione pubblica sulla vastità e sul sistema dei campi di concentramento nazisti. Le sue fotografie sono una testimonianza, non solo dell'impegno accanto alle truppe, come del resto hanno compiuto altri fotografi di guerra durante le battaglie, ma anche della profonda necessità di restituire alle vittime una loro dignità.  Prima di lasciare l'esercito, l'8 settembre 1945, le fu assegnata la Croce di Guerra con una stella di bronzo per il suo coraggio.
Probabilmente fu segnata da questa esperienza tanto che nel dopoguerra scomparve ogni informazione su di lei o su una sua eventuale occupazione. Ricompaiono tracce come fotografa di scena sui set cinematografici nel periodo della Nouvelle Vague.